# Hoa hậu Hoàn vũ 1994
Hoa hậu Hoàn vũ 1994 là cuộc thi Hoa hậu Hoàn vũ lần thứ 43 được tổ chức vào ngày 21 tháng 5 năm 1994 tại Trung tâm Hội nghị Quốc tế Philippines, Pasay, Manila, Philippines. Cuộc thi có tổng cộng 77 thí sinh tham dự với chiến thắng thuộc về người đẹp Sushmita Sen, đến từ Ấn Độ và được trao vương miện bởi Hoa hậu Hoàn vũ 1993 Dayanara Torres đến từ Puerto Rico.

## Kết quả

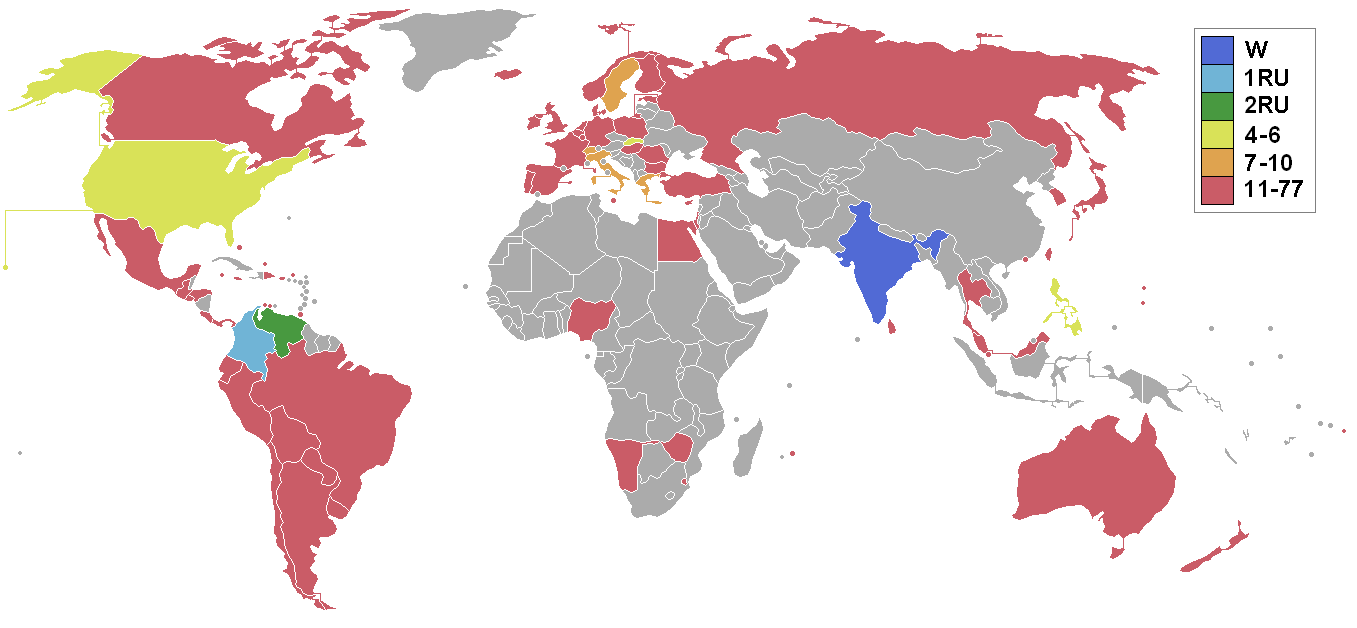
Các quốc gia và lãnh thổ tham gia Hoa hậu Hoàn vũ 1994 và kết quả.

### Thứ hạng
| Kết quả              | Thí sinh                                                                                                   |
| -------------------- | --- |
| Hoa hậu Hoàn vũ 1994 | - Ấn Độ – Sushmita Sen                                                                                     |
| Á hậu 1              | - Colombia – Carolina Gómez                                                                                |
| Á hậu 2              | - Venezuela – Minorka Mercado                                                                              |
| Top 6                | - Philippines – Charlene Gonzales - Slovakia – Silvia Lakatošová - Hoa Kỳ – Lu Parker                      |
| Top 10               | - Hy Lạp – Rea Toutounzi - Ý – Arianna David - Thụy Điển – Domenique Forsberg - Thụy Sĩ – Patricia Fässler |

### Thứ tự gọi tên
| 1. Ấn Độ 2. Venezuela 3. Hy Lạp 4. Thụy Sĩ 5. Hoa Kỳ 6. Ý 7. Thụy Điển 8. Slovakia 9. Philippines 10. Colombia | 1. Colombia 2. Slovakia 3. Philippines 4. Ấn Độ 5. Venezuela 6. Hoa Kỳ | 1. Venezuela 2. Ấn Độ 3. Colombia |

## Các giải thưởng đặc biệt
| Giải thưởng                      |                                   |
| -------------------------------- | --------------------------------- |
| Trang phục dân tộc đẹp nhất      | - Philippines – Charlene Gonzales |
| Hoa hậu Thân thiện               | - Namibia – Barbara Kahatjipara   |
| Hoa hậu Ảnh                      | - Venezuela – Minorka Mercado     |
| Mặc quốc phục Phippines đẹp nhất | - Venezuela – Minorka Mercado     |
| Mặc áo tắm Jantzen đẹp nhất      | - Venezuela – Minorka Mercado     |
| Chiến thắng cuộc thi ảnh Minolta | - Đan Mạch – Gitte Andersen       |
| Đại sứ Philippine Airlines       | - Đan Mạch – Gitte Andersen       |
| Mái tóc đẹp nhất                 | - Bỉ – Christelle Roelandts       |
| Hoa hậu Nụ cười Kodak            | - Thái Lan – Areeya Chumsai       |

## Hội đồng giám khảo
- Carlos Arturo Zapata - Stylist
- Florence LaRue - Nữ diễn viên kiêm ca sĩ đoạt giải Grammy
- Richard Dalton - Nhà tạo mẫu tóc
- Beulah Quo - nữ diễn viên người Mỹ gốc Á
- Dr. Emilio T. Yap - Ông trùm kinh doanh người Philippines-Trung Quốc
- Stephanie Beacham - Nữ diễn viên người Anh
- Jonas McCord - nhà văn và đạo diễn người Mỹ
- Mona Grudt - Hoa hậu Hoàn vũ 1990 đến từ Na Uy

### Chung kết
| \| Quốc gia/Vùng lãnh thổ \| Trung bình sơ bộ \| Phỏng vấn \| Áo tắm \| Dạ hội \| Trung bình bán kết \| \| ---------------------- \| ---------------- \| ---------- \| ---------- \| ---------- \| ------------------ \| \| Ấn Độ \| 9.253 (3) \| 9.562 (5) \| 9.722 (2) \| 9.792 (3) \| 9.692 (3) \| \| Colombia \| 9.268 (1) \| 9.655 (2) \| 9.638 (3) \| 9.897 (1) \| 9.730 (1) \| \| Venezuela \| 9.126 (7) \| 9.592 (3) \| 9.752 (1) \| 9.843 (2) \| 9.729 (2) \| \| Slovakia \| 8.946 (10) \| 9.668 (1) \| 9.447 (6) \| 9.700 (6) \| 9.605 (4) \| \| Philippines \| 9.225 (4) \| 9.587 (4) \| 9.425 (5) \| 9.720 (4) \| 9.577 (5) \| \| Hoa Kỳ \| 9.202 (5) \| 9.478 (6) \| 9.510 (4) \| 9.697 (7) \| 9.562 (6) \| \| Ý \| 9.159 (6) \| 9.378 (8) \| 9.325 (7) \| 9.708 (5) \| 9.470 (7) \| \| Thụy Điển \| 9.000 (8) \| 9.423 (7) \| 9.078 (10) \| 9.643 (8) \| 9.381 (8) \| \| Thụy Sĩ \| 8.973 (9) \| 9.298 (9) \| 9.197 (9) \| 9.623 (9) \| 9.373 (9) \| \| Hy Lạp \| 9.256 (2) \| 9.027 (10) \| 9.288 (8) \| 9.618 (10) \| 9.311 (10) \| | Hoa hậu Á hậu 1 Á hậu 2 Top 6 Top 10 (#) Xếp hạng ở mỗi phần thi |            |            |            |                    |
| Quốc gia/Vùng lãnh thổ | Trung bình sơ bộ                                                 | Phỏng vấn  | Áo tắm     | Dạ hội     | Trung bình bán kết |
| Ấn Độ | 9.253 (3)                                                        | 9.562 (5)  | 9.722 (2)  | 9.792 (3)  | 9.692 (3)          |
| Colombia | 9.268 (1)                                                        | 9.655 (2)  | 9.638 (3)  | 9.897 (1)  | 9.730 (1)          |
| Venezuela | 9.126 (7)                                                        | 9.592 (3)  | 9.752 (1)  | 9.843 (2)  | 9.729 (2)          |
| Slovakia | 8.946 (10)                                                       | 9.668 (1)  | 9.447 (6)  | 9.700 (6)  | 9.605 (4)          |
| Philippines | 9.225 (4)                                                        | 9.587 (4)  | 9.425 (5)  | 9.720 (4)  | 9.577 (5)          |
| Hoa Kỳ | 9.202 (5)                                                        | 9.478 (6)  | 9.510 (4)  | 9.697 (7)  | 9.562 (6)          |
| Ý | 9.159 (6)                                                        | 9.378 (8)  | 9.325 (7)  | 9.708 (5)  | 9.470 (7)          |
| Thụy Điển | 9.000 (8)                                                        | 9.423 (7)  | 9.078 (10) | 9.643 (8)  | 9.381 (8)          |
| Thụy Sĩ | 8.973 (9)                                                        | 9.298 (9)  | 9.197 (9)  | 9.623 (9)  | 9.373 (9)          |
| Hy Lạp | 9.256 (2)                                                        | 9.027 (10) | 9.288 (8)  | 9.618 (10) | 9.311 (10)         |

## Thành phố đăng cai
Manila được công bố là thành phố đăng cai cuộc thi vào tháng 10 năm 1993. Đây là lần thứ hai cuộc thi được tổ chức tại Philippines, sau khi được tổ chức tại Manila vào 1974. Nó được tổ chức tại Trung tâm Hội nghị Quốc tế Philippines ở Manila, vào khoảng 8 giờ sáng (giờ địa phương Philippine), để cho phép CBS ở Hoa Kỳ truyền hình trực tiếp cuộc thi trong giờ cao điểm.

## Thí sinh tham gia
| - Argentina - Solange Magnano † - Aruba - Alexandra Ochoa - Úc - Michelle van Eimeren - Bahamas - Meka Knowles - Bỉ - Christelle Roelandts - Bolivia - Cecilia O'Connor-d'Arlach - Brazil - Valéria Melo Peris - Quần đảo Virgin (Anh) - Delia Jon Baptiste - Bulgaria - Nevena Marinova - Canada - Susanne Rothfos - Quần đảo Cayman - Audrey Elizabeth Ebanks - Chile - Constanza Barbieri - Colombia - Carolina Gómez Correa - Quần đảo Cook - Leilani Brown - Costa Rica - Yasmin Camacho - Curaçao - Jasmin Clifton - Síp - Maria Vasiliou - Đan Mạch - Gitte Andersen - Cộng hòa Dominica - Vielka Valenzuela - Ecuador - Mafalda Arboleda - Ai Cập - Ghada El-Salem - El Salvador - Claudia Méndez - Estonia - Eva-Maria Laan - Phần Lan - Henna Meriläinen - Pháp - Valerie Claisse - Đức - Tanja Wild - Anh Quốc - Michaela Pyke - Hy Lạp - Rea Toutounzi - Guam - Christina Perez - Guatemala - Katya Schoenstedt - Honduras - Jem Haylock - Hồng Kông - Mạc Khả Hân - Hungary - Szilvia Forian - Iceland - Svala Björk Arnardóttir - Ấn Độ - Sushmita Sen - Ireland - Pamela Flood - Israel - Ravit Yarkoni - Ý - Arianna David - Jamaica - Angelie Martin | - Nhật Bản - Chiaki Kawahito - Hàn Quốc - Goong Sun-young - Luxembourg - Sandy Wagner - Malaysia - Liza Koh - Malta - Paola Camilleri - Mauritius - Viveka Babajee † - Mexico - Fabiola Pérez Rovirosa - Namibia - Barbara Kahatjipara - Hà Lan - Irene van der Laar - New Zealand - Nicola Brighty - Nigeria - Suzan Hart - Quần đảo Bắc Mariana - Elizabeth Tomokane - Na Uy - Caroline Saetre - Panama - María Sofía Velásquez - Paraguay - Liliana González - Perú - Karina Calmet - Philippines - Charlene Gonzales - Ba Lan - Joanna Brykczynska - Bồ Đào Nha - Mónica Pereira - Puerto Rico - Brenda Robles - Trung Hoa Dân Quốc - Ngô Trung Quân - Romania - Mihaela Ciolacu - Nga - Inna Zobova - Singapore - Alien Sun - Slovakia - Silvia Lakatošová - Tây Ban Nha - Raquel Rodríguez - Sri Lanka - Nushara Pramali - Swaziland - Nicola Smith - Thụy Điển - Domenique Forsberg - Thụy Sĩ - Patricia Fässler - Thái Lan - Areeya Chumsai - Trinidad và Tobago - Lorca Gatcliffe - Thổ Nhĩ Kỳ - Banu Usluer - Quần đảo Turks và Caicos - Eulease Walkin - Uruguay - Leonora Dibueno - Hoa Kỳ - Lu Parker - Venezuela - Minorka Mercado - Zimbabwe - Yvette D'Almeida-Chakras |

## Chú ý

### Lần đầu tham gia
- Nga
- Slovakia
- Zimbabwe

### Trở lại
- Lần cuối tham gia vào năm 1992:
  -  Quần đảo Cook
  -  Ai Cập
  -  Trung Hoa Dân Quốc

### Bỏ cuộc
- Áo – Bianca Engel
- Belize
- Cộng hòa Séc – cuộc thi quốc gia của đất nước được tổ chức cùng với Slovakia trong một dịp đặc biệt sau khi giải thể Tiệp Khắc.
- Ghana
- Liban – Lara Badawi
- Nicaragua – Karen Celebertti
- Suriname
- Quần đảo Virgin (Mỹ) – Jessalyn Pearsall

### Không tham gia
- Lithuania – Loreta Brusokaitė

### Quan sát
- Indonesia – Venna Melinda không được phép tham gia cuộc thi vì định kiến Hồi giáo bảo thủ của đất nước cô đối với phần thi áo tắm, mặc dù cuối cùng cô đã đến Manila để xem cuộc thi.

### Thông tin khác
- Ngô Trung Quân được phép đeo dải băng Trung Hoa Dân Quốc khi cô ấy không ở trên sân khấu. Có hai dải băng dành cho cô ấy, một được viết là (Đài Loan) R.O.C., và dải còn lại được viết là Trung Hoa Dân Quốc như đã nêu ở trên.

### Thay thế
- El Salvador – Eleonora Carrillo, Hoa hậu El Salvador 1994 không thể tham gia do cô chưa đủ tuổi trước ngày 1 tháng 2. Á hậu 1, Claudia Méndez đã thay thế cho sự kiện này, mặc dù Carrillo đã thi đấu vào năm sau tại Hoa hậu Hoàn vũ 1995 và lọt Top 10.